# 4835 Asaeus
4835 Asaeus eller 1989 BQ är en trojansk asteroid i Jupiters lagrangepunkt L4. Den upptäcktes 29 januari 1989 av de båda japanska astronomerna Toshimasa Furuta och Masayuki Iwamoto vid Tokushima. Den är uppkallad efter Asaeus i den grekiska mytologin.
Asteroiden har en diameter på ungefär 30 kilometer.